# Franz Blumauer

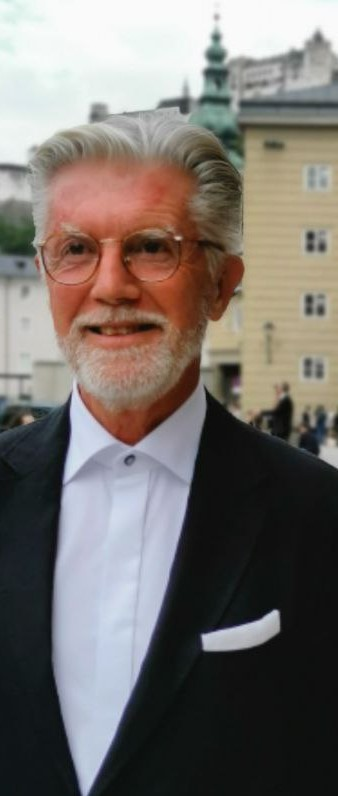
Franz Blumauer (2022)

Franz Blumauer (* 1958 in Graz) ist ein österreichischer Kostümbildner. Seit 1982 betreibt er sein Atelier für Haute Couture in Wien.

## Leben
Nach seiner Kindheit und Jugend im steirischen Ort Bad Aussee wurde er an der Modeschule Wien im Schloss Hetzendorf sowie an der Universität für angewandte Kunst Wien bei Karl Lagerfeld ausgebildet. Als freischaffender Kostümbildner hat er bislang für renommierte Opern- und Theaterhäuser in den Vereinigten Staaten, Brasilien, Belgien, Italien, Deutschland, Österreich, Spanien und Schweiz gearbeitet.

## Kostümausstattung Filmproduktionen
- Fitzcarraldo (Kostümassistent), Regie Werner Herzog, 1981
- Das zehnte Jahr, Regie Käte Kratz, 1984

## Kostümausstattung Opernproduktionen
- Der fliegende Holländer, Regie Henning von Gierke, Bayrische Staatsoper, München, 1990
- Die Zauberflöte, Regie Werner Herzog, Teatro Massimo Bellini, Catania, 1991
- La Donna del Lago, Regie Werner Herzog, Teatro alla Scala, Milano, 1992
- Le Vaisseau fantôme, Regie Werner Herzog, Opéra Bastille, Paris, 1993
- Il Guarany, Regie Werner Herzog, Oper Bonn, 1994
- Norma, Regie Werner Herzog, Arena di Verona, 1994
- Il Guarany, Regie Werner Herzog, Washington National Opera, Washington D. C., 1996
- Tannhäuser, Regie Werner Herzog, Teatro de la Maestranza, Sevilla, 1997
- Tannhäuser, Regie Werner Herzog, Teatro di San Carlo, Neapel, 1998
- Tannhäuser, Regie Werner Herzog, Teatro Real, Madrid, 1998
- Tannhäuser, Regie Werner Herzog, Opéra Royale de Wallonie, Liège, 1998
- Tannhäuser, Regie Werner Herzog, Teatro Massimo, Palermo, 1998
- Die Zauberflöte, Regie Werner Herzog, Teatro Massimo Bellini, Catania, 1999
- Tannhäuser, Regie Werner Herzog, Baltimore Opera, Maryland, 2000
- Tannhäuser, Regie Werner Herzog, Theatro Municipal, Rio de Janeiro, 2001
- Tannhäuser, Regie Werner Herzog, Houston Grand Opera, Texas, 2001
- Die Zauberflöte, Regie Werner Herzog, Baltimore Opera, Maryland, 2001
- Der fliegende Holländer, Regie Werner Herzog, DomStufen-Festspiele Erfurt, 2002
- Parsifal, Regie Werner Herzog, Palau de les Arts Reina Sofia, Valencia, 2008
- Don Pasquale, Regie Andy Hallwaxx, operklosterneuburg, Klosterneuburg, 2012
- Die lustigen Weiber von Windsor, Regie Andy Hallwaxx, operklosterneuburg, Klosterneuburg, 2013[1]
- Die Zauberflöte, Regie Isabella Gregor, operklosterneuburg, Klosterneuburg, 2014[2][3]

## Kostümausstattung Theaterproduktionen
- India Song, Regie Hans Hollmann, Theater Bonn, 1989
- Ein Sommernachtstraum, Regie Werner Herzog, Teatro João Caetano, Rio de Janeiro, 1992
- Ronacher Spezialitäten, Regie Werner Herzog, Ronacher, Wien, 1993
- Grease, Regie Michael Schottenberg, Raimundtheater, Wien, 1994[4]
- Tanz der Vampire, Regie Ullrich Wiggers, Theater St. Gallen, 2017[5]
- Matterhorn, Regie Shekhar Kapur, Theater St. Gallen, 2018[6]
- Chicago, Regie Ullrich Wiggers, Theater Magdeburg, 2019[7][8]
- Catch me if you can, Regie Ullrich Wiggers, Landestheater Linz, 2022[9][10]
- Tootsie, Regie Ullrich Wiggers, Landestheater Linz, 2023[11][12][13]